# Mareanivka, Vasîlkiv
Mareanivka (în ucraineană Мар`янівка) este o comună în raionul Vasîlkiv, regiunea Kiev, Ucraina, formată numai din satul de reședință.

## Demografie
Componența lingvistică a comunei Mareanivka
     Ucraineană (98,33%)
     Rusă (1,28%)
Conform recensământului din 2001, majoritatea populației comunei Mareanivka era vorbitoare de ucraineană (98,33%), existând în minoritate și vorbitori de rusă (1,28%).

## Personalități născute aici
- Ivan Kozlovski (1900 - 1993), cântăreț rus.